# Prêt à tout (téléfilm)
Ne doit pas être confondu avec Prêt à tout (film).
Prêt à tout (Elopement) est un téléfilm canadien réalisé par George Erschbamer et diffusé en 2010 aux États-Unis sur Ion Television.

## Synopsis
Jamie et Mark s'aiment et veulent se marier malgré l'opposition de leurs parents. Ils décident de s'enfuir à bord d'un avion de tourisme après avoir volé deux cent mille dollars aux parents de Jamie. Mais l'avion s'abîme dans un lac. Mark laisse Jamie se noyer. Huit ans plus tard, il a fondé une nouvelle famille. Sa fille, âgée de six ans, a besoin d'une greffe de rein pour survivre mais aucun de ses deux parents n'est compatible. Mark décide alors d'enlever sa nièce, Carolyn, qu'il n'a pas vue depuis huit ans pour lui prélever un rein et, ainsi, sauver sa fille. Au même moment, on retrouve l'épave de l'avion.

## Fiche technique
- Titre original : Elopement
- Scénario : Jeffrey Barmash, George Erschbamer, Barbara Fixx
- Durée : 90 minutes
- Pays :  Canada

## Distribution
- Ian Ziering (VF : Alexandre Gillet) : David
- Chris Kramer : Mark
- Pascale Hutton : Jamie
- Doug Abrahams : Jack
- Ralph Alderman : Shérif Tucker
- Jianna Ballad : Astrid
- Madison Bell : Emily
- Genevieve Buechner (VF : Ludivine Maffren) : Carolyn
- Brenda Campbell : Journaliste
- Bruce Dawson : Tom
- Havana Guppy : Carolyn jeune
- Jessica Heafey : Sarah Howland
- Serge Houde : Docteur Kazinski
- Karin Konoval : Gillian
- Craig March : John
- Gemma Martini : Adjointe Rachel Stein
- Gig Morton : Enfant en skate-board
- Christos Shaw : Principal
- John Shaw : Paul Reynolds
- Laura Soltis : Laura Butler
- Michael St. John Smith : Docteur Spenser
- William Taylor : Shérif Montgomery
- Ingrid Torrance : Melanie